# Blue Bolt
Blue Bolt és un superheroi de còmic fictici nord-americà creat per l'escriptor-artista Joe Simon el 1940, durant el període que els aficionats i historiadors anomenen l'Edat Daurada dels còmics.

## Historia de la publicació
Publicat inicialment per Novelty Press, Blue Bolt Comics, un dels primers còmics en portar per títol el nom d'un sol personatge, va publicar 101 números, amb dates de portada de juny de 1940 a agost de 1951. El seu heroi homònim va ser creat per l'escriptor-artista Joe Simon per a Funnies Inc., un dels primers "empaquetadors" de còmics que va produir còmics subcontractats per demanda d'editors que entraven en el mitjà. En el segon número, Simon havia captat a Jack Kirby com a co-escriptor/artista de la sèrie, iniciant la primera associació de les futures llegendes de còmics que poc després van crear Captain America i altres personatges. Com va recordar Simon en un panell del Convenció Internacional de Còmics de San Diego 1998 a San Diego, Califòrnia:
| «           | I was doing freelance work and I had a little office in New York about ten blocks from DC Comics and Fox Feature Syndicate's offices, and I was working on Blue Bolt for Funnies, Inc. So, of course, I loved Jack's work and the first time I saw it I couldn't believe what I was seeing. He asked if we could do some freelance work together. I was delighted and I took him over to my little office. We worked from the second issue of Blue Bolt... | Feia treballs com autònom i tenia una petita oficina a Nova York a uns deu blocs de les oficines de DC Comics i de Fox Feature Syndicate i treballava a Blue Bolt per a Funnies, Inc. Així que, per descomptat, em va encantar el treball de Jack i la primera vegada que el vaig veure no em podia creure el que veia. Em va preguntar si podríem fer algun treball autònom junts. Vaig quedar encantat i el vaig portar al meu petit despatx. Vam treballat junts a partir del segon número de Blue Bolt... | » |
| — Joe Simon | | |   |

Els dos van formar equip a la sèrie per menys de 12 números i la van lliurar a successors, com Dan Barry, Tom Gill i Mickey Spillane, abans de la creació del personatge detectiu Mike Hammer a les novel·les.
A mesura que la popularitat dels superherois va començar a minvar després de la Segona Guerra Mundial, Blue Bolt es va transformar d'un superheroi en un tipus de heroi de carrer.
El 1949, Novelty Press va vendre els seus actius, inclòs Blue Bolt, a l'artista de cobertes de sèries L.B. Cole a causa de la creixent crítica sobre violència en còmics. Utilitzant els seus nous actius, Cole va començar la seva pròpia empresa, Star Publications. Cap al 1951, el títol de Blue Bolt Comics va canviar a Blue Bolt Weird Tales of Terror i presentava el tipus de cobertes de terror epitomitzades per EC Comics. Al número següent després del canvi de nom, Blue Bolt es va deixar de publicar substituït per les històries de terror. Amb el número 120 (publicat el 1953) el títol es va canviar per Ghostly Weird Stories.

## Biografia del personatge de ficció
Després que la estrella del futbol americà universitari Fred Parrish és tocat per un llamp durant un entrenament; va pujar en un avió per demanar ajuda, però aquest avió és colpejat per un segon llamp, provocant que l'avió s'estavelli. A terra, Parrish es trobat per un científic anomenat Bertoff que el cura mitjançant un tractament de radi experimental. Aquest tractament proporciona a Parrish superpoders.
Utilitzant els seus poders i un raig que li va donar Bertoff, Parrish pren el nom de Blue Bolt i lluita contra les forces subterrànies de la malvada Green Sorceress (Bruixa Verda). Al cap d'un any, Blue Bolt descobreix que ha començat la Segona Guerra Mundial i torna a la superfície per lluitar contra els nazis.

## Poders i habilitats
Després de ser colpejat per dos llamps i curat mitjançant un tractament experimental, Fred Parrish va guanyar la capacitat de projectar els llamps. També posseïa una pistola de raigs que podia disparar llamps.